# Алделм
Свети Алделм (роден около 639 г.), абат на Малмсбъри, епископ на Шерборн, поет на латински и англосаксонски учен. Смята се, че е син на Кентен – член на владетелския род на Уесекс, но не и низвергнат кралски брат.

## Биографични данни
Алделм е обучаван от почитания ирландски монах и учен Мандулф.
През 668 г. Папа Вителиан посочва Теодор от Тарз за Архиепископ на Кентърбъри. Алделм пребивава в Кентърбъри, където изучава римско право, астрономия, астрология, метрика и особеностите на календара. Изучава гръцки и иврит. Смята се, че чрез своите работи той въвежда в езика много латински и гръцки думи.
Влошено здраве връща Алделм в Малмсбъри, където служи до 675 г., когато е посочен за абат. Той въвежда Правилата на Свети Бенедикт и осигурява правото на монасите сами да избират своите абати. Активно твори и писмената му печелят международна популярност. Алделм е първия англосаксонски поет, пишещ поезия на латински език.
Неговите заслуги към страната му като учен са признати от Достопочтенния Беда (Historia ecclesiastica gentis Anglorum 5.18), който говори за Алделм като за чудо на ерудицията. Славата му достига Рим, който Алделм посещава по покана на Светия престол.
През 705 г. църковния диоцез на Уинчестър се разделя на две епископии, една от които е Шербърн. След като е бил абат на Малмсбъри тридесет години Алделм е посочен за епископ. Той остава такъв до смъртта си през 709 в Долтинг.
Канонизиран е за светец веднага след смъртта си.

## Творчество
Алделм пише поезия на английски и латински, композира музика, но до днес няма запазена негова песен. Трудовете му се превръщат в настолни за монашеския живот и обучение до началото на Норманското владичество. Алделм поддържа активна кореспонденция с архиепископа на Майнц Бонифаций.
Най-популярната творба на Алделм е De Laude Virginitatis, латински трактат върху непорочността, адресиран към монахините в смесените манастири.